# Heradion
Heradion es un género de arañas cazadoras de hormigas del orden Araneae. Fue descrito por Dankittipakul y Rudy Jocqué en 2004.

## Distribución
Habitan en bosques húmedos y perennifolios de Tailandia y Malasia. También se reportaron especies adicionales en bosques perennifolios de tierras bajas de Vietnam.

## Especies
- Heradion damrongi Dankittipakul y Jocqué, 2004
- Heradion depressum Dankittipakul, Jäger y Singtripop, 2012
- Heradion flammeum (Ono, 2004)
- Heradion intermedium Chami-Kranon y Ono, 2007
- Heradion luctator Dankittipakul y Jocqué, 2004
- Heradion momoinum (Ono, 2004)
- Heradion naiadis Dankittipakul y Jocqué, 2004
- Heradion paradiseum (Ono, 2004)
- Heradion pernix Dankittipakul y Jocqué, 2004
- Heradion peteri Dankittipakul y Jocqué, 2004